# Mohammed Abdu Arena
Mohammed Abdu Arena (em árabe: محمد عبده أرينا), oficialmente como o Artista do Palco Árabes Mohammed Abdu ({{Lang-ar|مسرح فنان العرب محمد عبده } }), é um assento para 22.000  arena multiuso no bairro Hittin de Riyadh, Arábia Saudita, localizado na área de 'Teatros' do complexo recreativo Boulevard Riyadh City.
Nomeado em homenagem ao cantor saudita Mohammed Abdu Othman, foi estabelecido após a inauguração do Boulevard Riyadh City em outubro de 2019, durante a semana de início da primeira edição do festival de entretenimento Riyadh Season. Desde o seu início, a arena já sediou eventos como The Filipino Night, WWE Super Showdown e Crown Jewel.

## História
Em 12 de outubro de 2019, um dia após o lançamento da edição 2019 da Temporada de Riyadh, o presidente da Autoridade Geral de Entretenimento Turki al- Sheikh anunciou o estabelecimento da Arena Mohammed Abdu e do Palco Abu Bakr al-Salem por meio de seu nome oficial no Twitter.